# Euchromia bellula
Euchromia bellula là một loài bướm đêm thuộc phân họ Arctiinae, họ Erebidae.